# Casarsa della Delizia
Casarsa della Delizia är en ort och kommun i regionen Friuli-Venezia Giulia i Italien och tillhörde tidigare även provinsen Pordenone som upphörde 2017. Kommunen hade 8 390 invånare (2018).